# Bitwa pod Adré
Bitwa pod Adré – starcie, które rozpoczęło się 18 grudnia 2005 roku, gdy rebelianci z Ruchu na rzecz demokracji i wolności (RDL) oraz Platformy dla zmian, jedności i demokracji (SCUD), rzekomo wspierani przez rząd Sudanu, zaatakowali garnizon w tym mieście. Jednak czadyjscy żołnierze uprzedzeni o możliwym ataku przez wywiad wojskowy, łatwo odparli atakujących.
W zależności od doniesień, w walkach miało zginąć od siedemdziesięciu do trzystu rebeliantów.
Straty rządowe nie są znane, wiadomo że stracony został jeden śmigłowiec w zderzeniu z przewodami elektrycznymi w czasie walki, podczas gdy inny śmigłowiec,
Mi-17 został mocno uszkodzony przez pożar, w którym zginął co najmniej jeden członek załogi
Czadyjski minister komunikacji oskarżył Sudan o finansowanie oraz wsparcie materiałowe rebelii i faktyczne kierownictwo nad nią. Celem operacji miało być zdestabilizowanie sytuacji w państwie i obalenie rządu prezydenta Idriss Déby.
Czad oskarżył także Sudańczyków o próbę rozszerzenia krwawego konfliktu (zob. Konflikt w Darfurze), w nadgranicznej sudańskiej prowincji Darfur na terytorium Czadu.
Sudan natychmiast zaprzeczył tym oskarżeniom.